# Valentina Costa
Pour les articles homonymes, voir Costa.
Valentina Costa Biondi née le 3 septembre 1995 en Argentine, est une joueuse argentine de hockey sur gazon. Elle joue avec l'équipe nationale argentine de hockey sur gazon, remportant la médaille d'argent aux Jeux olympiques d'été de 2020.

## Carrière
En 2019, Costa Biondi a été appelée dans l'équipe nationale féminine senior. Elle a concouru dans l'équipe qui a terminé quatrième de la Ligue professionnelle 2019 à Amsterdam.
Elle a remporté une médaille d'or aux Jeux panaméricains de 2019 à Lima.